# Área (Igreja SUD)
| África Central África Sul África Oeste Ásia Norte AN Brasil Caribe América Central Europa Central EC Eurasia Europa Norte México Oriente Médio/África Norte Áreas da América do Norte Filipinas Sudamérica Sul NA Sudamérica Noroeste Pacífico áreas de A Igreja de Jesus Cristo dos Santos dos Últimos Dias no mundo todo. |

| América do Norte Central América do Norte Nordeste América do Norte Sudeste América do Norte Sudoeste América do Norte Oeste Utah |
| Áreas de A Igreja de Jesus Cristo dos Santos dos Últimos Dias nos Estados Unidos e Canadá.                                        |

Na Igreja de Jesus Cristo dos Santos dos Últimos Dias (Igreja SUD), uma área é uma unidade administrativa que normalmente é composta por múltiplas estacas e missões . Estas áreas são o principal meio de administrar as estacas e missões da igreja.

## História
As áreas como existem hoje foram formadas em janeiro de 1984. Antes disso, autoridades gerais serviam como "supervisores de área" e de vez em quando residiam fora de Salt Lake City. Em 1984, 13 áreas inicias foram criadas; a partir de 1992 existiam 22 áreas, e no inicio de 2007 haviam 31 áreas totais. Desde abril de 2022, existem 23 áreas.
1. ↑  «Africa Southeast Area to be Divided into Two Areas». news-za.churchofjesuschrist.org (em inglês). 28 de junho de 2019. Consultado em 30 de março de 2020
2. ↑  «Africa Central Area Office to be in Nairobi Kenya». news-za.churchofjesuschrist.org (em inglês). 19 de agosto de 2019. Consultado em 30 de março de 2020
3. ↑  «First Presidency Announces 2022 Area Leadership Assignments». newsroom.churchofjesuschrist.org (em inglês). 7 de abril de 2022. Consultado em 8 de abril de 2022